# Мурадова, Изабелла Вартановна
Изабелла Вартановна Мурадова (род. 1 ноября 1947, Баку) — советский и российский художник-ювелир, скульптор и искусствовед. Член Творческого союза художников России (1996). Академик РАХ (2017; член-корреспондент РАХ с 2011 года). Заслуженный художник Российской Федерации (2007).

## Биография
Родилась 1 ноября  1947 года в городе Баку.
С 1970 по 1975 год обучалась на отделении графики факультета эстетики Армянского государственного педагогического института имени Х. Абовяна. С 1975 по 1976 год повышала квалификацию в качестве скульптора в Институте живописи, скульптуры и архитектуры имени И. Е. Репина и в последующем в качестве художника по металлу и художника-модельера в Ленинградском высшем художественно-промышленном училище имени В. И. Мухиной, занималась у известного скульптора М. К. Аникушина. С 1975 по 1998 год на преподавательской работе в Ереванском художественном училище имени П. Терлемезяна. С 1998 года является членом Правления и председателем секции дизайна Творческого союза художников России, членом национальной аккредитационной комиссии Министерства образования и науки Российской Федерации и заместитель начальника Отдела дизайна и новейших художественных технологий Российской академии художеств.
Основные направления художественной деятельности И. Мурадовой включали в себя коллекции одежды, ювелирные украшения и скульптурные композиции. Ювелирные изделия выполненные И. Мурадовой находятся в коллекциях Государственного Исторического музея, Музея мировой погребальной культуры, музеях современного искусства в Испании, Польше и Англии, а также в частных собраниях таких стран как США и Канада, таких городов как Марсель и Кёльн. И. Мурадова постоянный участник региональных, республиканских, всероссийских и международных выставок, в том числе в таких странах как Белоруссия, Украина, Армения, Азербайджан, Казахстан, Литва, Латвия, Эстония, Австрия, Монголия, Индия, Китай, Мальта, Италия, Германия и Франция. Художественные произведения И. Мурадовой выставлялись на её персональных выставках в таких городах как Москва, Ереван, Шанхай, Франкфурт на Майне, Париж.
В 1996 году И. Мурадова становится членом Творческого союза художников России. В 2011 году была избрана член-корреспондентом РАХ по отделению дизайна, с 2017 года — Действительным членом РАХ.
3 декабря 2007 года Указом Президента России «За заслуги  в  области  изобразительного  искусства» Изабелла Мурадова была удостоена почётного звания 
Заслуженный художник Российской Федерации.

## Награды
- Заслуженный художник Российской Федерации (2007 — «За заслуги  в  области  изобразительного  искусства»)[3]
- Серебряная медаль АХ СССР (1987 — за монографию «Джакомо Манцу»)[1]